# Ivan Parejo Real
Ivan Parejo Real (Terrassa, 15 de març de 1987 - 28 de novembre de 2024) fou un gimnasta aeròbic català.
Obtingué la medalla d'or a la Copa del Món a França i la medalla de plata en el Campionat del Món celebrat a la Xina el 2006, el 2007 medalla de plata en III Fig World Series Final a Rodez (França) i medalla d'or a la Copa del Món celebrada a Bulgària el març del 2008 així com èxits en competició nacional com el 1r lloc en el XIIIé campionat d'Espanya d'aeròbic celebrat a Saragossa l'abril de 2008. El 2009 es va proclamar campió del món en la competició de gimnàstica aeròbica a la 8a edició dels World Games 2009, individual masculí. Parejo obtingué la medalla d'or a Ulm (Alemanya), en què va vèncer amb una puntuació de 22.400, davant del francès Morgan Jacquemin (22.050) i de l'anterior campió, el xinès Jinping Alo (22.050).